# Luciano Gloor
Luciano Gloor (* 12. März 1949 in Hochdorf LU; † 8. Dezember 2020 in Tiflis, Georgien) war ein Schweizer Filmproduzent.
Luciano Gloor studierte bis 1973 Sozialpsychologie und Germanistik an der Universität Zürich. In den 1980er Jahren wurde er als Filmproduzent tätig. 1990 gründete er die FOCAL – Stiftung für Weiterbildung in Film und Audiovision. Ab 2004 war er Berater beim Aufbau eines Film-Infrastruktur-Aufbauprogramms für den südlichen Kaukasus. Er war Mitglied der European Film Academy und der Deutschen Filmakademie.

## Filmografie
- 1987: Jenatsch
- 1987: Dilan
- 1991: Toto der Held (Toto le héros)
- 1991: Buster’s Bedroom
- 1992: Jagd auf Schmetterlinge (La Chasse Aux Papillons)
- 1995: Undercover
- 1998: Der Commissioner (The Commissioner)
- 2001: be.angeled